# Innocent Sagahutu
Innocent Sagahutu (districte de Rusizi, 30 maig 1962) és un ex-soldat ruandès, qui es va fer conegut per la seva presumpta participació en el Genocidi de Ruanda.

## Escenari i el seu rol en el genocidi
Sagahutu va néixer a la província de Cyangugu en el si d'una família hutu. Sagahutu va ingressar a les Forces Ruandeses de Defensa, i durant 1994 tenia el rang de capità. Era el Comandant Adjunt del Batalló de Reconeixement (RECCE) i comandant del batalló principal, sota el comandament de François-Xavier Nzuwonemeye.
Segons l'acusació, entre 1990 i 1994, Sagahutu i altres oficials van conspirar per exterminar civils tutsis i opositors polítics, i van col·laborar per entrenar a la Interahamwe i a les milícies que van cometre el genocidi. Van distribuir armes i van preparar llistes de persones que havien de ser eliminades. Després de la mort del president Juvénal Habyarimana a l'abril de 1994 i l'inici del genocidi, soldats sota el comandament de Sagahutu van assaltar i van assassinar la llavors primer ministre Agathe Uwilingiyimana, a alguns dels principals líders de l'oposició, i van assassinar deu soldats belgues que estaven protegint a la Primera ministra. L'acusació formal va acusar Sagahutu i a quatre persones més de conspiració per realitzar el genocidi, violacions massives, agressions sexuals, i homicidi; de donar ordres per dur a terme aquests crims; i de no fer res quan aquests crims es van dur a terme.

## Després del genocidi
Després de la victòria del Front Patriòtic Ruandès, Sagahutu va fugir del país. Va ser arrestat a la ciutat danesa de Skjern al comtat de Ringkjøbing, el 15 de febrer de 2000. Havia viscut a Dinamarca durant dos anys com a refugiat. Al moment del seu arrest, els seus veïns el van descriure com a "bon home de família" que tenia una vida còmoda i tranquil·la amb la seva esposa i els seus dos fills, un nen de vuit anys i una nena de dotze anys, que parlaven danès i van ser matriculats en una escola local. Va ser arrestat mentre "sortia de la seva llar amb bicicleta, anant a comprar en un supermercat proper."
Va ser transferit cap a les autoritats del Tribunal Penal Internacional per a Ruanda el 24 de novembre de 2000, i el seu judici va començar el 20 de setembre de 2004.
Al maig de 2011, Sagahutu i altres capitosts van ser declarats culpables, i Sagahutu va ser sentenciat a 20 anys de presó.